# Pajęczno
Pajęczno é um município da Polônia, na voivodia de Łódź e no condado de Pajęczno. Estende-se por uma área de 20,23 km², com 6 811 habitantes, segundo os censos de 2016, com uma densidade de 336,7  hab/km².